# Ночная фотография
Под ночной фотографией понимается фотография, сделанная в ночное время, а также процесс её получения.

## История
В начале 1900-х годов несколько известных фотографов (Альфред Стиглиц, Уильям Фрэстер) начали проводить эксперименты по съёмке в ночное время. Первыми фотографами, которые серьёзно занялись этим видом творчества, стали Брассай и Билл Брандт. В 1932 году Брассай выпустил сборник чёрно-белых фотографий ночного Парижа «Paris de Nuit».
В 1970-х Стив Харпер начал читать курс по ночной фотографии в Университете академии искусств (Сан-Франциско, США).
В 1990-х английский фотограф Майкл Кенна стал одним из первых коммерчески-успешных фотографов, занимающихся исключительно ночной фотографией.
В XXI веке ночная фотография продолжила активно развиваться благодаря росту популярности цифровой фотографии.

## Технические особенности
Чтобы получить качественные снимки в условиях низкой освещённости в ночное время при отсутствии дополнительного искусственного света, необходимо:
- использование длительных выдержек;
- использование светосильных объективов и малых значений диафрагмы;
- использование высокочувствительной фотоплёнки или высокого значения чувствительности (ISO) для цифровых фотоаппаратов.

Для ночной фотографии используют различные сочетания вышеперечисленных приёмов и методов, в зависимости от условий съемки. Важно правильно выставить выдержку относительно значения диафрагмы. Для ночной фотосъёмки также применяются дополнительные технические средства: фотовспышка, штатив и т. п.
Чтобы получить «эффект звёзд» от огней без использования специальных светофильтров, необходимо поставить длинную выдержку при максимально закрытой диафрагме, предварительно зафиксировав фотоаппарат на штативе.
Разновидностью ночной съёмки является съёмка в инфракрасном и/или в ультрафиолетовом светах.

## Объекты ночной фотографии
Часто объектами ночной фотографии становятся:
- ночное небо, небесные тела (см. астрофотография);
- пейзажи, сооружения при естественном лунном освещении;
- городские пейзажи (с использованием городского освещения);
- салюты, фейерверки;
- ночные портреты;
- и др.